# فرانسوا دوفور (صحفي)
فرانسوا دوفور (بالفرنسية: François Dufour)‏ هو صحفي فرنسي، ولد في 7 ديسمبر 1961 في الدائرة الخامسة عشرة في باريس في فرنسا.